# لاسلو بودور
لاسلو بودور (مجاری: László Bödör؛ زادهٔ ۱۷ اوت ۱۹۳۳) بازیکن فوتبال اهل مجارستان بود.
از باشگاه‌هایی که در آن بازی کرده‌است می‌توان به باشگاه ورزشی واشاش، باشگاه فوتبال دبرتسنی، و باشگاه فوتبال ام‌تی‌کی بوداپست اشاره کرد.
وی همچنین در تیم ملی فوتبال مجارستان بازی کرده‌است.